# Raiffeisen Arena di Bressanone
Raiffeisen Arena di Bressanone – wielofunkcyjny stadion w Bressanone, we Włoszech. Obiekt wyposażony jest w ośmiotorową bieżnię lekkoatletyczną, a jego pojemność wynosi 2000 widzów. W 2009 roku stadion był areną 6. Mistrzostw Świata Juniorów Młodszych w Lekkoatletyce. Na obiekcie dwukrotnie organizowano również lekkoatletyczne Mistrzostwa Włoch – w latach 2005 i 2012.